# Paulão (jornalista)
Enildo Paulo Pereira (Porto Alegre, 3 de outubro de 1952 — Farroupilha, 27 de abril de 2012), mais conhecido como Paulão, foi um jornalista policial e apresentador do programa Polícia em Ação exibido na TV Urbana e no Canal 20 , e repórter do Brasil Urgente RS, exibido na TV Bandeirantes Rio Grande do Sul.
Sua principal característica como apresentador era bater um chinelo na mesa enquanto falava de bandidos, além da maneira irônica de entrevistar pessoas presas ou abordadas pela polícia.
Apesar de ser criticado pela falta de respeito com que conduz as entrevistas, ironizando os entrevistados em frente às câmeras e os policiais, Paulão defendia-se afirmando que sempre verificava antes se o entrevistado era réu primário, já que as entrevistas só eram feitas com presos que já foram anteriormente fichados pela polícia. Afirmava nunca ter sofrido processo judicial em decorrência de sua forma de entrevistar.
Seus bordões mais famosos eram: "mentiu pro tio, contou pro vô, a casa caiu, a cobra fumou", "agora vai fazer cursinho de canário", "lugar de chinelo é na cadeia".
Seu estilo jornalístico era semelhante ao de outros repórteres nacionalmente conhecidos, como Alborghetti, Ratinho e Datena, porém, com maior ênfase na ironia.

## Biografia
Filho de empregada doméstica, nasceu na Vila Maria da Conceição, uma das mais pobres de Porto Alegre, recebendo uma educação rigorosa da mãe e convivendo com a violência no dia-a-dia. Cursou a Faculdade de Comunicação na Universidade Federal do Rio Grande do Sul (UFRGS), formando-se em 1984.
Sua carreira de jornalismo teve início na Rádio Tramandaí, quando trabalhava como carregador de cabo e auxiliar de repórter, sendo convidado a cobrir um jogo de futebol do Grêmio Foot-Ball Porto Alegrense na falta do repórter titular.
Após passagens pelas rádios Horizonte de Capão da Canoa, e Cultura de Rio Grande, foi assessor da prefeitura de Tramandaí na gestão de Eliseu Padilha, além de trabalhar no Jornal dos Cultos Afro-brasileiros, o Jocab. Antes de trabalhar com a Band, Paulão atuou como repórter policial no seu próprio programa, o Polícia em Ação, durante 17 anos em um canal fechado da Net.
Candidatou-se a vereador de Porto Alegre pelo Partido Trabalhista Brasileiro (PTB) por duas vezes, uma em 2004 e outra em 2008, sem ser eleito. Em 2008 teve sua candidatura questionada.
Era separado judicialmente de Elizabeth Cristina Ost, com a qual teve dois filhos (Paula Ost Pereira e Leonardo Ost Pereira). Além desses dois filhos, era pai também de Paulo Eduardo Pereira, esse filho do seu primeiro relacionamento. Paulão vivia em uma relação estável com Catarina de Fátima há 15 anos, com a qual não teve filhos.
Devido ao relativo sucesso de seu programa, Paulão se qualificava como um homem reservado que preferia ficar em seu sítio nos finais de semana e preservar sua imagem. Por este mesmo motivo, também preferia não divulgar seu nome completo.
"Paulão" morreu em acidente de carro na Rodovia  RS-122, em Farroupilha. A sua equipe iria cobrir uma operação policial na Serra gaúcha. No mesmo acidente morreu seu cinegrafista e companheiro diário de trabalho, Ezequiel Barbosa, então com 27 anos.